# لیل کیم
لیل کیم (به انگلیسی: Lil' Kim) (زاده ۱۱ ژوئیه ۱۹۷۴) رپر، خواننده، ترانه سرا، مدل و بازیگر آمریکایی است. از فیلم‌های معروف او می‌توان به بازی در فیلم جوانا من و او همه چیز تمام است اشاره کرد.